# S 7 (väg)
| ს 7 |

S 7 egentligen ს 7 (georgiska: საქართველოს საავტომობილო მაგისტრალი, Sakartvelos saavtomobilo magistrali) är en av de största vägarna i Georgien inom ს-vägsystemet. S 7 börjar i Marneuli och går vidare mot gränsen till Armenien.